# 韋爾博瓦河 (洛赫馬尼齊亞河支流)
韋爾博瓦河（烏克蘭語：Вербова），是位於烏克蘭西南部的河流，流經文尼察州的海辛區。該河屬於洛赫馬尼齊亞河的左支流，伊萬尼夫卡，河道全長5.8公里。